# Menemen FK
Menemen FK is een in 1942 opgerichte Turkse voetbalclub. De club dankt zijn naam aan het district Menemen, gelegen in de provincie İzmir. De thuiswedstrijden worden in het Menemen İlçestadion gespeeld. Menemen Belediyespor komt uit in de TFF 2. Lig.

İzmir ligt in de Egeïsche Zeeregio.

## Competitieresultaten
- TFF 1. Lig: 1

2019
- TFF 2. Lig: 8

1987-1990, 2014-2019
- Spor Toto 3. Lig: 10

1984-1987, 1990-1991, 2008-2014
- Amateurs: 59

1942-1984, 1991-2008